# Wyomissing
 Wyomissing est un borough américain du comté de Berks, en Pennsylvanie. Lors du recensement de 2000, sa population s'élevait à 8 587 habitants, mais en janvier 2002 avec sa voisine Wyommissing Hill, le recensement combiné s'établit à 11 155 habitants.